# Katedra w Southwell
Katedra w Southwell (ang. Southwell Minster lub Cathedral and Parish Church of the Blessed Virgin Mary, Kościół katedralny i parafialny Najświętszej Maryi Panny) – katedra diecezji Southwell i Nottingham Kościoła Anglii.
Kościół klasztorny i dobudowany kapitularz. Nawa główna, nawy boczne i zachodnie wieże wzniesione około 1120-1150, na miejscu kościoła anglosaskiego. Prezbiterium, nawy boczne i kaplice wschodniego transeptu wzniesione około 1233-1260. Kapitularz wzniesiony 1290-1300. Lektorium wzniesione około 1337 roku, a łęki przyporowe w prezbiterium i okna w kaplicy transeptu wzniesione w połowie XIV wieku. Okna wschodnie w nawie bocznej wstawione w późnym XIV wieku. Okno zachodnie w nawie głównej i okno w szczycie prezbiterium wprawione oraz dachy naprawione w XV wieku. Południowa zachodnia wieża, nawa główna i wieża przy skrzyżowaniu naw, na nowo pokryte dachem po pożarze w latach 1711-1714. Zachodnie iglice rozebrane przez Richarda Inglemana w 1801 roku. Kapitularz na nowo pokryty dachem przez Williama Wilkins Seniora w 1803 roku. Zachodnie wieże wyremontowane w 1816 roku. Iglice na zachodnich wieżach i dach kapitularza odbudowane, a dachy nad nawą główną i transeptem odnowione w 1880 roku przez Ewana Christiana. Mur ciosowy z ołowianymi dachami. Katedra reprezentuje style: romański, Early English i Decorated Style. Nawa główna i nawy boczne z clerestorium, wieżami zachodnimi, kruchtą północną, transeptami, wieżą na skrzyżowaniu naw, prezbiterium z kaplicami poprzecznymi, kaplicą dla pielgrzymów, krużgankami i przedsionkiem, kapitularzem.